# Tina Pisnik
Tina Pisnik, slovenska tenisačica, * 19. februar 1981, Maribor.
Tina Pisnik je za Slovenijo nastopila na poletnih olimpijskih igrah 2000 v Sydneyju, kjer je izpadla v prvem krogu med posameznicami, ter 2004 v Atenah, kjer je izpadla v prvem krogu med posameznicami in dvojicami z Majo Matevžič. 
Na svetovni lestvici se je prebila do 29. mesta. Po poškodbi ni več dosegala poprejšnjih rezultatov in je prenehala s profesionalno teniško kariero. Ustanovila je svoj teniški klub in postala kapetanka slovenske ženske reprezentance. Leta 2015 se je zaradi poklicnih možnosti preselila v Združene države Amerike.